# شانه‌دندان

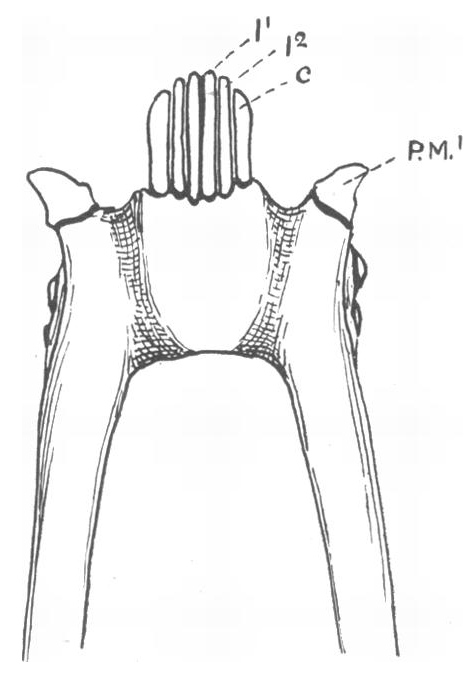
شانه‌دندان لمورها، از بخش زیرین فک پایین مشاهده شده‌است

شانه‌دندان ساختار دندانی موجود در برخی پستانداران، متشکل از گروهی از دندان‌های جلوست به گونه‌ای که نظافت را تسهیل می‌کند، شبیه به یک شانه.
شانه‌دندان در لمورسانیان، پستانداران (که شامل میمون و برخی نخستیان)، حشره‌خواران درختی، پوست‌گستر، خرگوش کوهی، و برخی از بز کوهی آفریقایی یافت می‌شود.